# Chodzony
Chodzony – polski taniec ludowy w wolnym tempie, najczęściej w metrum trójmiarowym. Tańczony para za parą. Znany w niemal całej Polsce.
Często uważany za pierwowzór poloneza.